# シャロン (ストリートファイター)
シャロン（Sharon）は、カプコン、アリカの対戦型格闘ゲーム『ストリートファイターEX』シリーズ、およびアリカの対戦型格闘ゲーム『ファイティングEXレイヤー』に登場する架空の人物。

## 概要
赤いショートカットヘアとバラのタトゥーを持つ、謀報機関のエージェント。犯罪シンジケートの重要人物としてマークされている、自分と同じバラのタトゥーを持つ人物を探している。
『ストリートファイターEX2』から登場するキャラクターで、同時期に登場しているシャドウガイストとの関連性を持つ。
隙の小さい技とトリッキーな動きで相手を翻弄しやすい。移動も早く、使い勝手のいい必殺技、リロードによる攻撃力アップ、スーパーコンボに飛び道具を2種を持つ。
『ストリートファイターV』の公式サイトの「シャドルー格闘家研究所」の「キャラ図鑑」にて新たな個人プロフィールが明かされた。
『ファイティングEXレイヤー』（以下『EXレイヤー』）では、苦痛な過去を捨て恋人との平和な日々を過ごすことを選んだが、諜報機関はその見返りに海外の諜報機関と協力し、謎のエネルギー調査を強要する。本作でもシャドウガイストに決戦を挑むが、未だ彼との関係が明確になっていない。

## 各種技の解説
名称はアリカ公式サイトの『ストリートファイターEX3』紹介ページでの完全技表より。

### 投げ技
ブラッディーマウント
相手を倒して何度も殴りつける。ボタン連打で回数を増やせる。
『ストリートファイターEX2PLUS』以降では「ロード」を使用してピストルを所持している時に、この技を使うと威力が上昇する。
ブラッディチョーク
背後に回り、相手の首を何度か絞める。こちらもボタン連打で回数を増やせる。
フライングネックドロップ
空中の相手をつかみ、ブレーンバスターの要領で叩きつける空中投げ。
ブラッディーキック
『EXレイヤー』で実装された「ブラッディチョーク」の代わりに実装された投げ技。相手の背後に回り込み飛翔してから回し蹴りを叩き込む。

### 特殊技
ステップコンボパンチ
踏み込んでからエルボーを出して、裏拳でとどめをさす。
若干隙が大きいため使いどころが難しい技。
ステップコンボキック
二段ハイキック。
攻撃判定の発生は遅いものの、相手にキックが届いた場合は反撃を受けづらい。
クラッシュパンチ
中段のダウンブロー。
スライディングスイーパー
スライディングキック。飛び道具をくぐることができる。
クラッシュキック
『EXレイヤー』で実装。上から振り下ろすような回し蹴りを繰り出す。
スピニングダブルナックル
『EX』シリーズでのガードブレイクまたはハードアタック技。両腕を振り回す。
ガンズフィスト
『EXレイヤー』でのハードアタックまたはガードブレイク技。拳銃を右手で振り回して銃身を相手に振り下ろす。

### 必殺技
ハーフムーンキック
軽く飛び上がり、回し蹴りを繰り出す。
大、中、小の順に移動距離が長くなるが、発生が若干遅くなる。
小はヒットすれば相手がダウンし、中及び大はその後の追撃が可能な場合が多い。
プリゾナーシザース
「ハーフムーンキック」から追加入力で発動。足で相手を挟み、関節を決める。
ゲイルハンマーパンチ
前進しながら裏拳を繰り出す。最大2回まで出せる。1発目の後、追加入力で「スライディングスイーパー」、「ハーフムーンキック」、「バミューダシンフォニー」に派生する。
バミューダシンフォニー
前に踏み込んで相手をつかみ、両足で後方に跳ね上げる。ダメージは地面に落ちたときに発生する。空中にいる間は追撃が可能。
クリムゾンテラー
相手に掴みかかり、そのまま飛んで背後に回る特殊投げ。
ダークファイヤ
『EXレイヤー』での技。拳銃を発砲する飛び道具。6発撃つごとに弾切れでリロードになり、補充まで使えない。

### スーパーコンボ
ハンマーヘッドクラッシュ
『EX2』でのスーパーコンボ。「ゲイルハンマーパンチ」を連続で繰り出す。
シャトルコンビネーション
両手アッパーで浮かし、連続パンチとサマーソルトキックのコンボで跳ね上げ、絞め落としを決める。
ヒットする位置によってはほとんど攻撃が当らない。
シャロンスペシャル
飛び膝蹴りで浮かし、連続キックと「ハーフムーンキック」を繰り出す。連続キック以降を追加入力で中断できる。
なお中段させた場合は、相手が滞空中にエクセルからの連係での追撃も可。
ロード
『EX2PLUS』以降の技でスーパーコンボゲージを使用する特殊動作。銃に弾丸を込める行為で、この技を発動させると一部の技の威力が上昇する他、下記の「ヘルファイア」が使用可能になる。
ヘルファイア
『EX2PLUS』以降、「ハンマーヘッドクラッシュ」に代わって追加された。銃で相手を撃ち抜く。通常技の飛び道具も貫通する。
技の発動には事前に「ロード」を行う必要があるため、計2本のスーパーコンボゲージが必要となる。その分、威力は高い。

アサルトライフル
大型の銃で相手を撃ち抜くメテオコンボ。スーパーコンボを含めた全ての飛び道具も貫通する。
至近距離で発動すると演出が変化する。
ヘルファイヤ
『EXレイヤー』での技。旧作の「ロード / ヘルファイア」が統合された技に相当し、拳銃を発砲する飛び道具。必殺技の「ダークファイヤ」と残弾数を共有しており、弾切れ中は使用できない。

## 登場作品
- 対戦型格闘ゲーム
  - 『ストリートファイターEX』シリーズ（『EX2』以降）
  - 『ファイティングEXレイヤー』

## 担当声優
- 緒方恵美（『ストリートファイターEX2』）
- 伊藤美紀（『ストリートファイターEX2 PLUS』、『ストリートファイターEX3』）
- 木村涼香（『ファイティングEXレイヤー』）